# SNCG
SNCG (англ. Synuclein gamma) – білок, який кодується однойменним геном, розташованим у людей на короткому плечі 10-ї хромосоми. Довжина поліпептидного ланцюга білка становить 127 амінокислот, а молекулярна маса — 13 331.
| 10         |  | 20         |  | 30         |  | 40         |  | 50         |
| ---------- |  | ---------- |  | ---------- |  | ---------- |  | ---------- |
| MDVFKKGFSI |  | AKEGVVGAVE |  | KTKQGVTEAA |  | EKTKEGVMYV |  | GAKTKENVVQ |
| SVTSVAEKTK |  | EQANAVSEAV |  | VSSVNTVATK |  | TVEEAENIAV |  | TSGVVRKEDL |
| RPSAPQQEGE |  | ASKEKEEVAE |  | EAQSGGD    |  |            |  |            |

A: Аланін

D: Аспарагінова кислота

E: Глутамінова кислота

F: Фенілаланін

G: Гліцин

I: Ізолейцин

K: Лізин

L: Лейцин

M: Метіонін

N: Аспарагін

P: Пролін

Q: Глутамін

R: Аргінін

S: Серин

T: Треонін

V: Валін

Кодований геном білок за функцією належить до фосфопротеїнів. 
Локалізований у цитоплазмі, цитоскелеті.